# Hair (chanson)
Pour les articles homonymes, voir Hair.
Pistes de Born This Way
Americano Scheiße
Hair est le second single promotionnel extrait de Born This Way de l'artiste américaine Lady Gaga. Il est annoncé comme tel courant mai 2011 et est officiellement mis en vente le 16 mai 2011 sur iTunes dans le cadre de l'opération publicitaire « Countdown » visant à dévoiler des titres de l'album avant sa sortie. La chanson fait ainsi suite au titre The Edge of Glory, dévoilé de cette manière. Le titre est produit par RedOne.

## Crédits
- Lady Gaga – Chant

## Classement par pays
| Chart (2011)                              | Meilleure position |
| ----------------------------------------- | ------------------ |
| Australie (ARIA)                          | 20                 |
| Belgique Classement single (Flandre)      | 19                 |
| Belgique Classement single (Wallonie)     | 11                 |
| Canada                                    | 11                 |
| Danemark Classement single                | 29                 |
| Finlande Classement single téléchargement | 21                 |
| France Classement single                  | 16                 |
| Irlande Classement single                 | 14                 |
| Italie Classement single                  | 5                  |
| Pays-Bas Single Top 100                   | 15                 |
| Nouvelle-Zélande Classement single        | 9                  |
| Norvège Classement single                 | 5                  |
| Écosse Classement single                  | 10                 |
| Corée du Sud Classement single Gaon       | 21                 |
| Espagne Classement single                 | 9                  |
| Royaume-Uni Classement single             | 13                 |
| États-Unis Billboard Hot 100              | 12                 |

Le single réalise de très bons scores dans les charts et classements pour un single promotionnel disponible uniquement en téléchargement. Il intègre très facilement les tops 20, 15 et 10 !

## Interprétation
Cette chanson est un concept[réf. nécessaire]. Elle ne parle pas de cheveux au sens propre : la phrase principale « I've had enough, this is my prayer: that I'll die living just as free as my hair » (« J'en ai assez, ceci est ma prière : mourir en ayant vécu aussi libre que mes cheveux ») résume bien l'état d'esprit de la chanteuse. Cela représente avant tout le droit à la liberté d'être soi-même et de faire ce qui nous plaît sans se soucier du qu'en-dira-t-on. Si l'on vit selon ce concept, on est suffisamment au-dessus des gens qui nous critiquent pour ne plus les voir et même rire avec eux.
Lors des lives, Lady Gaga l'interprète au piano, notamment lors de sa tournée The Born This Way Ball qui a pour but de terminer la promotion de son album "Born This Way" à travers plus de 100 dates de concerts à travers le monde.